# 阿史那菴羅
阿史那 菴羅（あしな あんら、拼音：āshǐnà ànluó、生没年不詳）は、突厥の可汗。他鉢可汗の子。ソグド語による原音はマガ・ウムナ・カガン。

## 生涯
581年、他鉢可汗が病にかかり、臨終の際、子の菴羅に「吾の父子関係において親しみ過ぎてはならないと聞いた。だから、吾の兄（木汗可汗）はその子（大邏便）を親しくせず、我に国を委ねた。それがあるので我が死んだら、汝は大邏便を避けよ」と遺言し、死去した。
他鉢可汗が死ぬと、国人たちの中で大邏便を立てるか、菴羅を立てるかで意見が分かれた。大邏便の母は身分が低く、菴羅の母は高貴な身分の生まれだった。突厥の伝統としては母の尊卑を重んじるが、なかなか決めかねていた。そこへ乙息記可汗の子の爾伏可汗摂図が菴羅へ賛成票を投じ、国人たちは年長者の彼にはばかって、反論する者もおらず、世継ぎは菴羅に決定した。
しかし、可汗位に立てなかった大邏便が菴羅に心服せず、毎回人を遣わしてこれを罵辱したので、菴羅はこれを制止することができず、国を摂図に譲った。国人たちも「四可汗（乙息記可汗・木汗可汗・他鉢可汗・褥但可汗）の子の中では摂図が最も賢い」とし、摂図は正式に即位して伊利倶盧設莫何始波羅可汗と号し、菴羅は独洛水に移り住み、第二可汗と称した。

## ブグト碑文の記述
『ブグト碑文』には木汗可汗の死から他鉢可汗～菴羅可汗までの治世が刻まれており、他鉢可汗はマガ・タトパル・カガン（mγ't'tp'r x'γ'n）、菴羅可汗はマガ・ウムナ・カガン（mγ'wmn' x'γ'n）とソグド語で表記されている。ここでの菴羅可汗は亡くなった父の他鉢可汗のために「偉大な法の石」の建立をしたことが記されており、「偉大な法の石」とは『ブグト碑文』を指すとされている。

## 参考資料
- 『隋書』（列伝第四十九 北狄）